# حرابية خانقة
حِرَابِيَّة خانقة أو سلاستروس (الاسم العلمي: Celastrus scandens) ويطلق عليه بالإنجليزية حلو مر، هو نوع من الحرابية  غالباً في شهر يونيو ويوجد عادة في تربة غابات غنية جيدة التصريف. فهي كرمة معمرة قوية قد يكون لها ساق خشبية توأمة 30 قدم (9.1 م) أو أطول ثخن بوصة أو أكثر عند القاعدة. السيقان خضراء مائلة للصفرة أو البنية وتلتف حول النباتات الأخرى، ما يؤدي في بعض الأحيان إلى قتل الشتلات لمنعها من النمو. لها أزهار صغيرة عديمة الرائحة عند أطراف الفروع. يحتوي على ثمار برتقالية ملونة بحجم حبة البازلاء. هذه الفاكهة سامة للإنسان عند تناولها، لكنها مفضلة للطيور. استخدمت جذورها من الأمريكيين الأصليين والرواد للحث على القيء وعلاج الأمراض التناسلية وعلاج أعراض مرض السل .
موطنها الأصلي في وسط وشرق أمريكا الشمالية. أطلق عليه المستعمرون اسم حلو ومر في القرن الثامن عشر لأن الثمار تشبه مظهر ثمارالثلثان، والذي كان يُطلق عليه أيضاً اسم حلو ومر. أما اليوم فهذا الاسم حلو ومر الأمريكي هو الاسم الشائع المقبول للحرابية الخارنقة في جزء كبير منه لتمييزه عن قريبه الحرابية المُلتفَّة (شرقي حلو ومر)، من آسيا.